# 핌 포르타윈

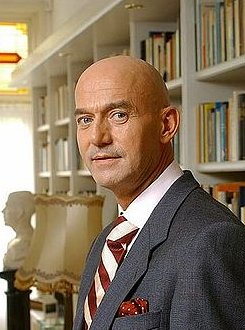
핌 포르튀인

빌헬뮈스 시몬 페트뤼스 "핌" 포르타윈(네덜란드어: Wilhelmus Simon Petrus "Pim" Fortuyn [ˈpɪɱ fɔrˈtœyn], 1948년 2월 19일 ~ 2002년 5월 6일)은 네덜란드의 칼럼니스트, 정치인이자 사회학자이다. 커밍아웃한 게이이며 2002년 5월 동물 애호 단체 단원인 청년에게 암살당했다.

## 생애
1948년, 노르트홀란트주 펠선에서 가톨릭 가정에서 태어났다. 1971년에 그곳에서 사회학 박사 학위를 받았다. 1991년에는 에라스무스 대학교에서 특별 교수로 취임하여 1995년까지 재직했다. 로테르담에서 시의회 의원을 지냈다. 정당 내에서 한 발언이 문제시되고, 2002년 2월 11일에는 정당 핌 포르타윈 당(LPF, Lijst Pim Fortuyn)을 설립하고 국정에 도전했다. 선거 직전인 2002년 5월 6일, 동물 애호 단체 단원인 청년에게 암살당했다.